# Paffendorfer Mühle
Die Paffendorfer Mühle ist eine ehemalige Wassermühle im Bergheimer Stadtteil Paffendorf im Rhein-Erft-Kreis, Nordrhein-Westfalen. Die Mühle wurde gespeist von der Paffendorfer Mühlenerft, einem Nebenarm der Erft.

## Geschichte
| Paffendorfer Mühle |
| Die Erft bei Bergheim Anfang 19. Jahrhundert (vor dem Bau des Erftflutkanals) Standort der Mühle = Markierung roter Stern Karte: Topographische Aufnahme der Rheinlande, 1807 |

### Historische Entwicklung
Die Mühle wird bereits 1339 erstmals urkundlich erwähnt. Zu dieser Zeit gehörte die Mühle zusammen mit vier anderen Mühlen (Ahe, Haideweg, Glesch, Kirdorf) und etlichen Bauernhöfen zum Oberhof Kirdorf, der wiederum seit einer Schenkung des Königs Zwentibold von Lothringen im Jahre 898 Eigentum des Essener Reichsstiftes war. Die Stiftsdamen führten die Mühle als Bannmühle; noch 1740 klagten sie gegen den Bau einer Windmühle im Bannbereich.
Im Zuge der Säkularisation wurde die Mühle 1803 versteigert. Zu dieser Zeit wurde die Mühle außer als Mahlmühle für Getreide auch als Säge- und Schleifmühle genutzt. Nach einer Verpachtung im Jahre 1833 wurden die Mühlengebäude 1835 vom neuen Pächter grundlegend erneuert und umgebaut. Hierbei wurde die Mühle zu einer Papiermühle erweitert. 1880 wurde das heutige Wirtschaftsgebäude errichtet. Die Papierherstellung wurde um 1900 aufgegeben, die Mühle danach nur noch als Mahlmühle weiterbetrieben. In der ersten Hälfte des 20. Jahrhunderts wurde der Wasserkraftantrieb durch einen Motorenantrieb ergänzt. Im Jahre 1980 wurde der Mühlenbetrieb eingestellt, das Mahlwerk danach nur noch gelegentlich für geringfügigen Eigenbedarf genutzt.

### Heutiger Status
Die Mühle ist heute ein offizielles Baudenkmal des Landes Nordrhein-Westfalen. Sie ist in das Projekt Mühlen und Hämmer rechts und links des Rheines unter Führung des LVR eingebunden.
Der Mühlenhof befindet sich im Privatbesitz; er wird als landwirtschaftlicher Betrieb geführt, der sich insbesondere auf die Geflügelhaltung konzentriert. Das Wasserrad ist verfallen, das elektrisch angetriebene Mahlwerk ist jedoch erhalten und betriebsbereit, wenn auch renovierungsbedürftig. Es wird von den Besitzern der Mühle noch regelmäßig zum Mahlen von Futterschrot für den Eigenbedarf genutzt.
Besichtigungen der Mühle sind, außer zu Gelegenheiten wie dem Mühlentag (alljährlich am Pfingstmontag) oder nach besonderer Vereinbarung, nicht vorgesehen. Mittelfristig wird angestrebt, die Mühle im Rahmen der Regionale 2010 zu restaurieren und gemeinsam mit der Gymnicher Mühle als Museumsmühle herzurichten, die der Öffentlichkeit für regelmäßige Besichtigungen zugänglich gemacht wird.

## Aufbau

### Gebäude
Der Mühlenhof ist eine vierflügelige Hofanlage aus Backsteinen, Fränkische Bauart, bestehend aus dem L-förmigen, zweigeschossigen Mühlengebäude im Norden (Bj. 1835) und einem ebenfalls L-förmigen Wirtschaftstrakt im Süden (Bj. 1880), teilweise als Fachwerk. Verbunden sind die Flügel durch einen Torbogen im Südwesten und eine Remise in Holzbauweise auf der Ostseite. Die eigentliche Mühle liegt in der nördlichen Ecke des Vierecks.

### Wasserführung und -antrieb
Die Erft war und ist in ihrem Verlauf vielfach natürlich in mehrere parallel fließende Arme verzweigt. Im Bereich Paffendorf waren dies zwei Arme, die Kleine Erft im Westen und die Große Erft im Osten (vgl. historische Karte oben). Im Zuge der Nutzung als Mühlengewässer wurde die natürliche Aufteilung des Wassers auf die beiden Arme durch mehrere Wehre reguliert. Der westliche Arm, an dem neben der Paffendorfer Mühle auch noch die Zievericher Mühle lag, wurde auch Paffendorfer Mühlenerft genannt.
Ab 1860 wurde die stark verzweigte und mäandrierende Erft begradigt und ausgebaggert, um der zunehmenden Versumpfung entgegenzuwirken. Das neue Flussbett, der sogenannte Erftflutkanal, trat über weite Strecken, so auch bei Paffendorf, an die Stelle der Großen Erft. Die Kleine Erft (Mühlenerft) blieb parallel als Mühlengraben erhalten und führte, reguliert durch Wehre im Flutkanal und Querverbindungen zur Mühlenerft, den Mühlen weiterhin das Wasser zu.
An der Paffendorfer Mühle wurde das Wasser der Mühlenerft an einer Freiarche gestaut und seitlich über ein etwa 1,5 m breites, gemauertes Gerinne, das wiederum über einen kleinen Freifluter verfügte, einem einzelnen Mühlrad zugeführt. Hinter der Mühle vereinigte sich das Wasser von Mühle und Freifluter in einem großen Mühlenkolk (Tosbecken).
Das unterschlächtige Mühlrad vom Typ Staber hatte ursprünglich vermutlich einen Durchmesser von etwa 6 m und eine Breite von etwa 1,4 m. Vom hölzernen Rad sind heute nur noch Reste der achteckigen Welle und die gusseiserne Rosette erhalten, auf der die acht Speichen des Rades befestigt waren.

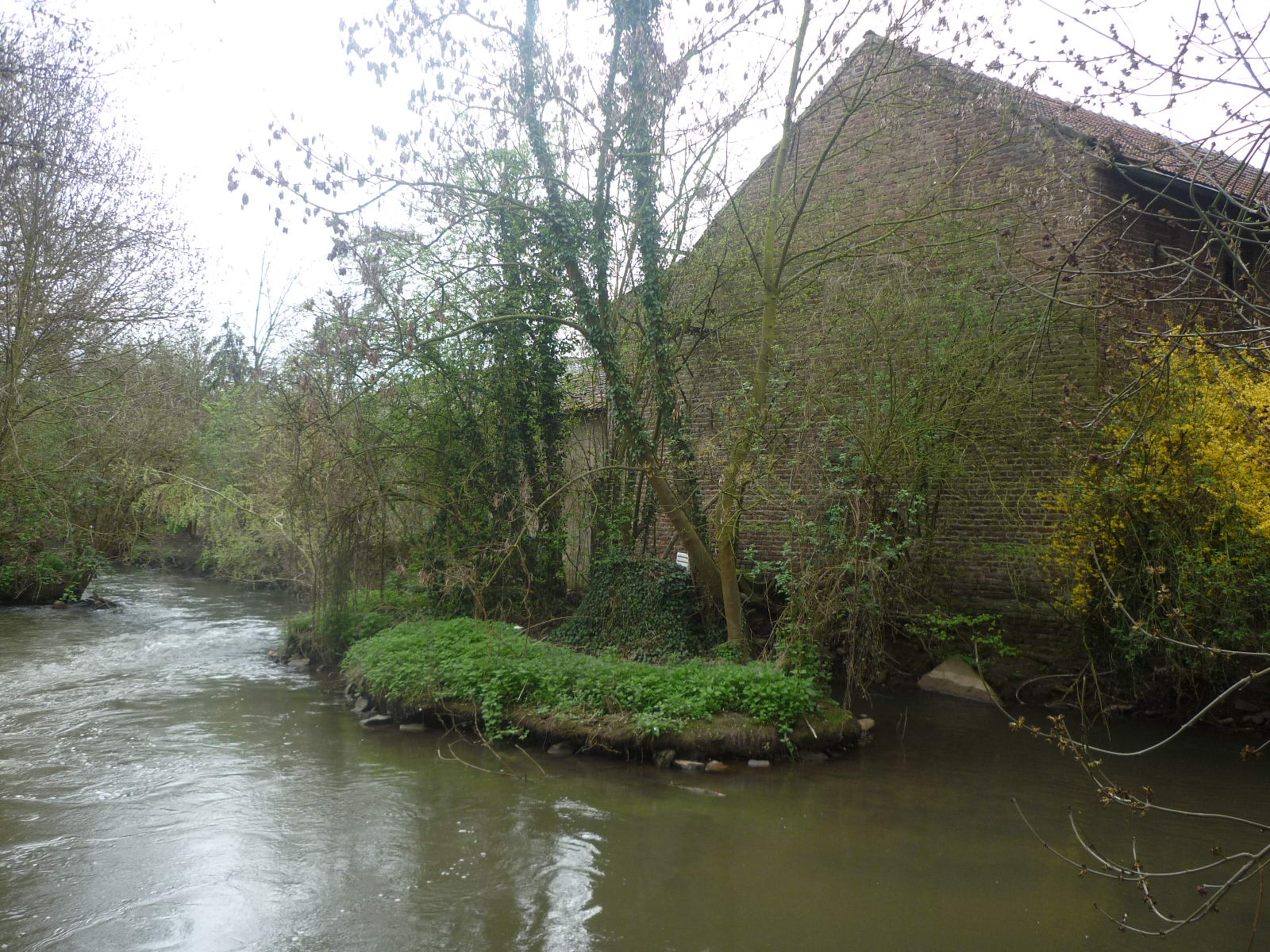
Rückseite von Norden
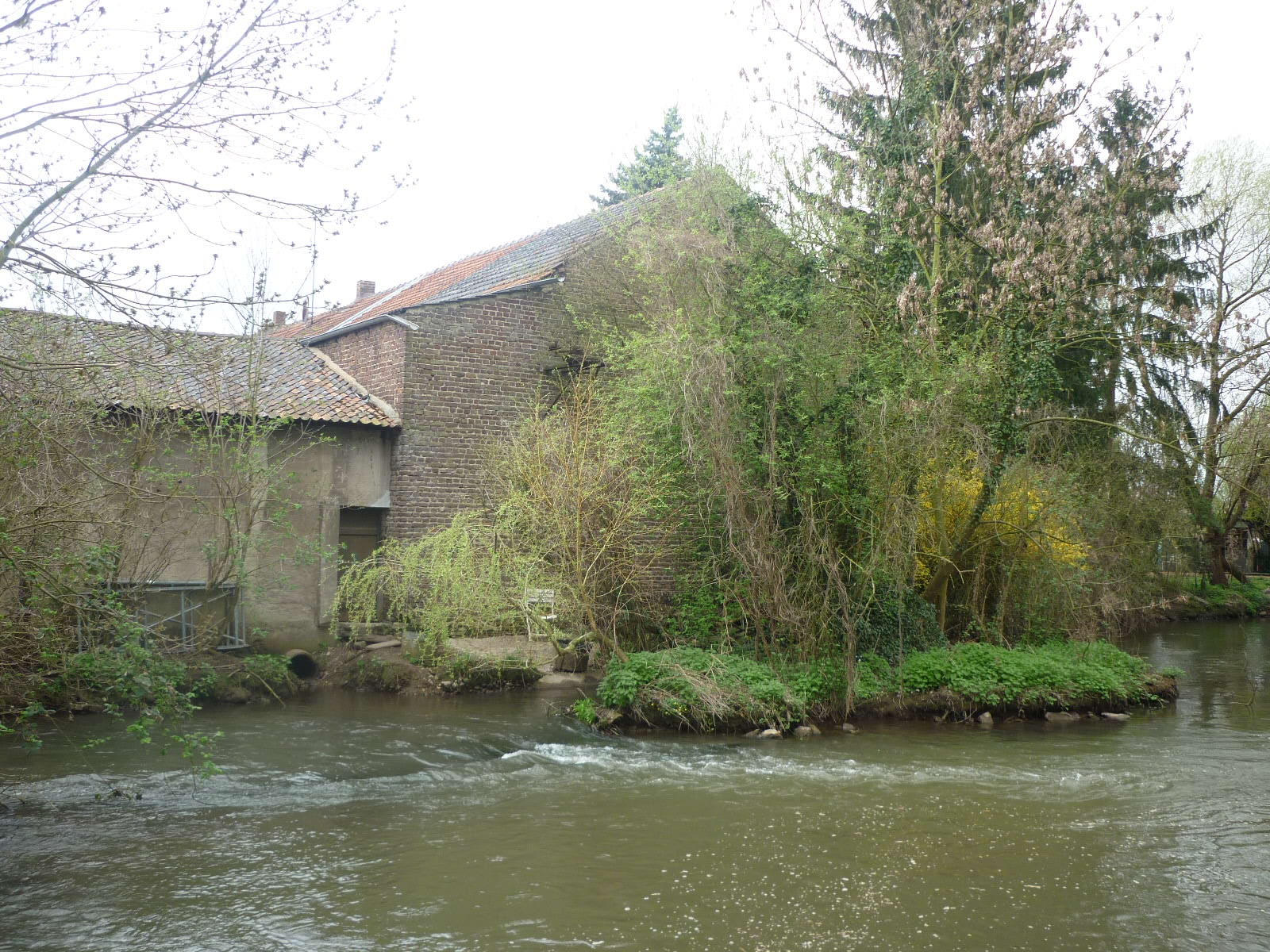
Rückseite von Osten
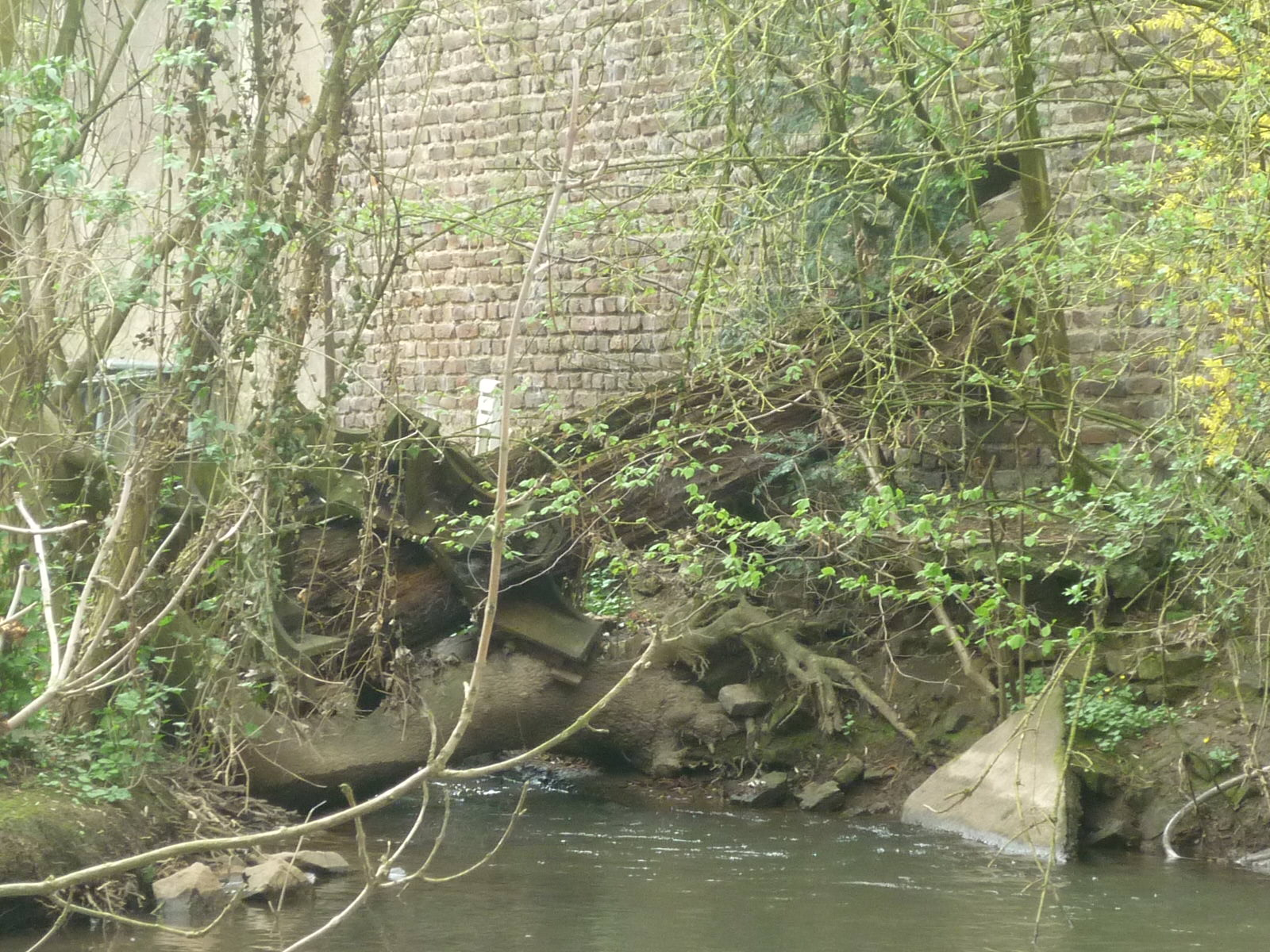
Reste des verfallenen Mühlrades

### Mahlwerk
Das Mahlwerk, welches im Inneren der Mühle bis heute vorhanden ist, stammt größtenteils aus der Zeit um 1900. Von den oben erwähnten Papier-, Säge- und Schleifmühlen ist nichts erhalten.
Als Antrieb diente anfangs nur das Wasserrad, später (vermutlich in den 1920er Jahren) kam ergänzend ein Verbrennungsmotor (Fabrikat Deutz) hinzu, noch später ein Elektromotor (Fabrikat Bruncken „Dokamotor“) mit einer Leistung von 20 PS. Mit der Zeit wurde das Wasserrad immer weniger genutzt und verfiel schließlich, der E-Motor blieb als einziger Antrieb bis zuletzt aktiv.
Von den verschiedenen Antriebsmaschinen wird die Kraft über eine Transmission aus Rädern und Riementrieben auf zwei Mahlgänge verteilt, von welchen einer für Weizen, der andere für Roggen und Schrot dient. Des Weiteren gibt es einen Quetschstuhl, einen Wurfsichter (Fabrikat Hecht/Radegast), einen Elevator, einen Sackaufzug und außerhalb der Mühle eine Strohhäcksel- und eine Dreschmaschine, die ebenfalls durch die Mühle angetrieben werden.